# Вільгельм Гофмейстер
Вільгельм Гофмейстер (нар. 18 травня 1824 — 12 січня 1877) — німецький ботанік, один із засновників ембріології рослин.

## Біографія
Освіту здобув освіту в університетах Лейпцига і Гамбурга. Самостійно вивчав ботаніку. Працював на посаді професора ботаніки у Гейдельберзькому університеті та директором ботанічного саду, керував кафедрою ботаніки Тюбінгенського університету (1872—1877).
Вніс вагомий внесок в області порівняльної морфології. Описав розвиток сімябруньки і зародкового мішка (1849), процеси запліднення і розвитку зародка у багатьох покритонасінних рослин. До його найважливіших робіт відносять «Порівняльне дослідження росту, розвитку і плодоношення у вищих тайнобрачних рослин і утворення у хвойних дерев» (1851).